# Mieczysław Róg-Świostek

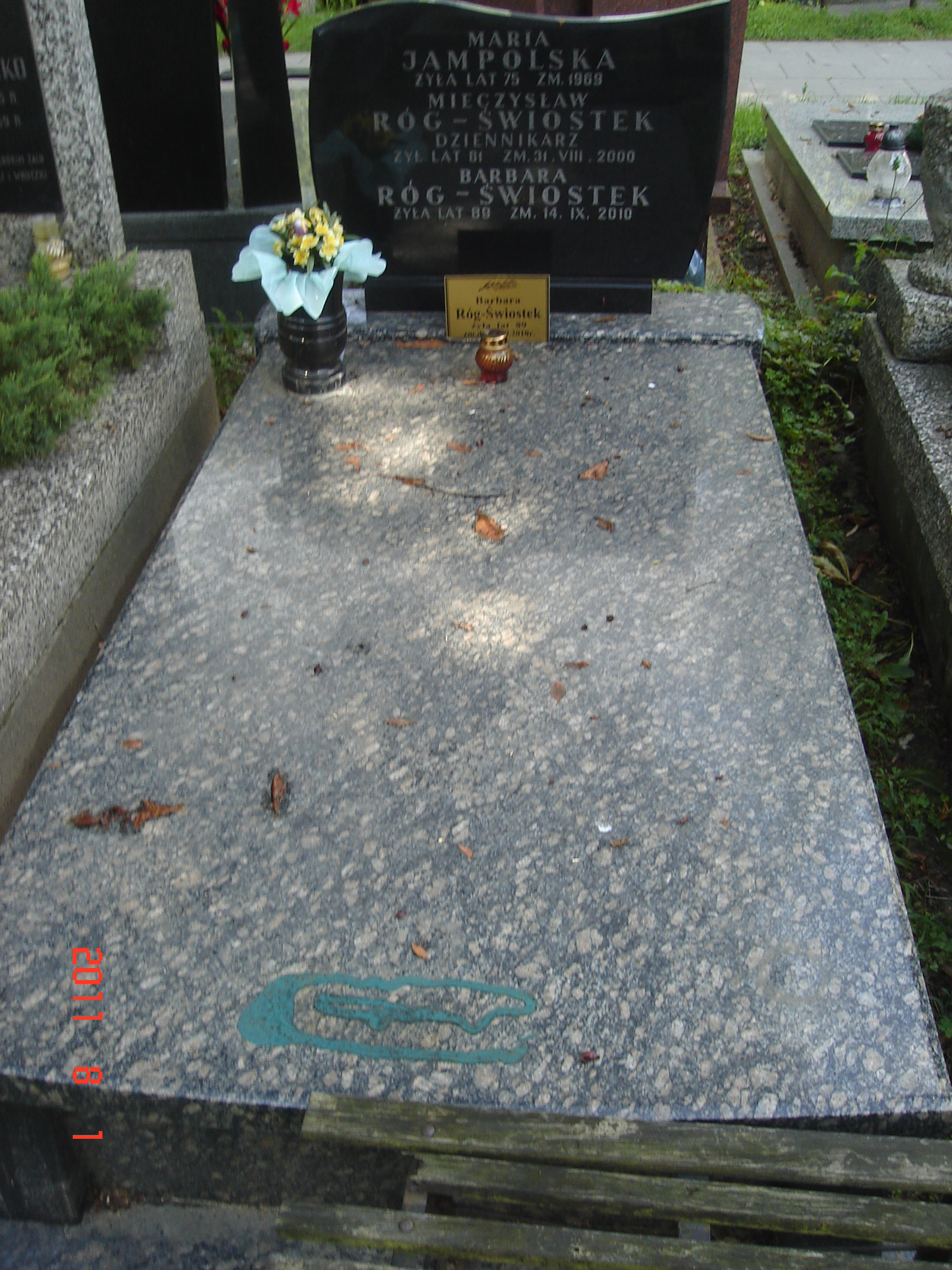
Grób Mieczysława Roga-Świostka na cmentarzu Wojskowym na Powązkach

Mieczysław Róg-Świostek; właściwie Mieczysław Świostek, ps. Róg (ur. 24 lutego 1919 w Rybiczyznie, zm. 31 sierpnia 2000) – partyzant, działacz państwowy, dziennikarz i historyk. Poseł na Sejm PRL IV, V, VI, VII i VIII kadencji, członek Rady Państwa (1981–1985).

## Życiorys
Przed II wojną światową pracował w zarządzie gminnym we wsi Błaziny; podczas wojny uczestnik ruchu oporu (Związek Walki Zbrojnej, Rewolucyjna Grupa Inteligencji Socjalistycznej „Świt”, Armia Ludowa). Współorganizator AL na Kielecczyźnie, kapitan, szef sztabu 2 Brygady AL „Świt”, członek sztabu III Obwodu AL. W ludowym Wojsku Polskim zweryfikowany jako podpułkownik rezerwy.
Od 1943 był członkiem Polskiej Partii Robotniczej. W 1945 I sekretarz Komitetu Miejskiego PPR w Radomiu, następnie II sekretarz Komitetu Wojewódzkiego PPR w Kielcach. W latach 1945–1946 szef polskiej Misji Repatriacyjnej w amerykańskiej strefie okupacyjnej w Niemczech. W latach 1946–1949 pracownik aparatu partyjnego PPR i (od 1948) Polskiej Zjednoczonej Partii Robotniczej; w latach 1949–1953 redaktor naczelny pisma PZPR „Chłopska Droga”, w latach 1953–1957 dyrektor Departamentu Nauki i Propagandy Rolnictwa w Ministerstwie Rolnictwa, w latach 1957–1958 redaktor naczelny kieleckiego „Słowa Ludu”. W latach 1958–1986 ponownie redaktor naczelny „Chłopskiej Drogi”. W latach 1964–1980 zastępca członka, a w latach 1980–1981 członek Komitetu Centralnego PZPR. W 1965 ukończył studia na Wydziale Historyczno-Socjologicznym Wyższej Szkoły Nauk Społecznych przy KC PZPR w Warszawie.
W latach 1965–1985 poseł na Sejm PRL IV, V, VI, VII i VIII kadencji, w latach 1981–1985 członek Rady Państwa.
W latach 1964–1974 był wiceprezesem zarządu głównego Stowarzyszenia Dziennikarzy Polskich; działacz Związku Bojowników o Wolność i Demokrację, m.in. członek prezydium zarządu głównego, a od maja 1985 członek prezydium Rady Naczelnej ZBoWiD. Od 1978 wieloletni prezes Towarzystwa Przyjaźni Polsko-Japońskiej.
Autor wielu artykułów prasowych (w pismach „Trybuna Ludu”, „Chłopska Droga”, „Życie Warszawy” i innych) oraz książek: Moje spotkanie z Japonią (1976) i Czas przeszły i teraźniejszy (1982).
Według materiałów zgromadzonych w archiwum Instytutu Pamięci Narodowej był w latach 1945–1972 agentem (tajnym współpracownikiem) Służby Bezpieczeństwa PRL o pseudonimie „Teno”.
Pochowany na cmentarzu Wojskowym na Powązkach (kwatera B38-2-11).

## Życie prywatne
Żonaty z Barbarą Róg-Świostek (1921–2010).

## Ordery i odznaczenia

### Polskie
- Order Sztandaru Pracy I klasy
- Order Sztandaru Pracy II klasy
- Krzyż Komandorski z Gwiazdą Orderu Odrodzenia Polski (1985)[4]
- Order Krzyża Grunwaldu III klasy
- Krzyż Oficerski Orderu Odrodzenia Polski
- Krzyż Kawalerski Orderu Odrodzenia Polski (1953)[5]
- Złoty Krzyż Zasługi
- Medal za Długoletnie Pożycie Małżeńskie (1995)[6]
- Krzyż Partyzancki
- Medal 10-lecia Polski Ludowej
- Medal 30-lecia Polski Ludowej
- Medal 40-lecia Polski Ludowej
- Medal Zwycięstwa i Wolności 1945
- Medal im. Ludwika Waryńskiego (1986)[7]
- Złoty Medal „Za zasługi dla obronności kraju” (1973)[8]
- Srebrny Medal „Za zasługi dla obronności kraju”
- Brązowy Medal „Za zasługi dla obronności kraju” (1967)[9]
- Odznaka 1000-lecia Państwa Polskiego (1966)[10]
- Odznaka „Za zasługi dla rozwoju prasy polskiej i Stowarzyszenia Dziennikarzy Polskich” (1974)[11]

i inne.

### Zagraniczne
- Order Wojny Ojczyźnianej I stopnia (Związek Radziecki)
- Medal jubileuszowy „Czterdziestolecia zwycięstwa w Wielkiej Wojnie Ojczyźnianej 1941–1945” (Związek Radziecki)[12]
- Medal jubileuszowy „Dwudziestolecia zwycięstwa w Wielkiej Wojnie Ojczyźnianej 1941–1945” (Związek Radziecki, 1965)[13]
- Medal Wolności (Stany Zjednoczone)
- Wielka Wstęga Orderu Świętego Skarbu (Japonia)
- Medal „40. rocznica Wyzwolenia Czechosłowacji przez Armię Radziecką” (Czechosłowacja)

## Awanse
- kapitan – 1944
- podpułkownik – okres powojenny